# Camino Olvidado
El Viejo Camino de Santiago, Camino de la Montaña o Camino Olvidado, es una ruta jacobea del norte de España, que durante la Edad Media, desde el siglo IX hasta el siglo XIII aproximadamente, se utilizó muy frecuentemente, para que los peregrinos llegados de todas partes, pudiesen protegerse mejor de las aceifas musulmanas del sur. A medida que la Reconquista avanzaba sobre los reinos musulmanes, este Camino fue perdiendo afluencia a favor del Camino de Santiago Francés hasta su total olvido en épocas posteriores. Actualmente, este camino ofrece un paisaje único en el que no muchos peregrinos lo recorren durante el año. Está debidamente señalizado y acondicionado para los peregrinos que decidan recorrerlo a pie, bici o caballo.

## Trazado de la ruta

### Ruta principal
El Camino comenzaba históricamente en Bilbao y terminaba en Cacabelos, continuando hasta Villafranca del Bierzo por la vía tradicional del Camino francés, pudiendo el peregrino, impedido de llegar a Compostela, ganar las indulgencias en la puerta del Perdón de la iglesia de Santiago de la villa de los francos. Se recorrían aproximadamente 637 Kilómetros de distancia. De ahí llegaban a Santiago de Compostela en apenas una semana de ruta francesa.
| Localidad                                 | Provincia | A Santiago (km) | Web                                                                                               |
| ----------------------------------------- | --------- | --------------- | ------------------------------------------------------------------------------------------------- |
| Bilbao                                    | Vizcaya   | 637             |                                                                                                   |
| Alonsotegui                               | Vizcaya   | 631             | Archivado el 28 de septiembre de 2001 en Wayback Machine.                                         |
| Sodupe                                    | Vizcaya   | 624             |                                                                                                   |
| Güeñes                                    | Vizcaya   | 619             | (enlace roto disponible en Internet Archive; véase el historial, la primera versión y la última). |
| Zalla                                     | Vizcaya   | 616             |                                                                                                   |
| Valmaseda                                 | Vizcaya   | 610             | Archivado el 5 de enero de 2010 en Wayback Machine.                                               |
| El Berrón                                 | Burgos    | 605             |                                                                                                   |
| Santecilla                                | Burgos    | 604             |                                                                                                   |
| Gijano                                    | Burgos    | 602             |                                                                                                   |
| Nava de Ordunte                           | Burgos    | 599             |                                                                                                   |
| Partearroyo                               | Burgos    | 597             |                                                                                                   |
| Ribota                                    | Burgos    | 595             |                                                                                                   |
| Hornes                                    | Burgos    | 593             |                                                                                                   |
| Burceña                                   | Burgos    | 591             |                                                                                                   |
| Arceo                                     | Burgos    | 586             |                                                                                                   |
| Irús                                      | Burgos    | 583             |                                                                                                   |
| Bercedo                                   | Burgos    | 577             |                                                                                                   |
| Quintanilla Sopeña                        | Burgos    | 576             |                                                                                                   |
| Villasante                                | Burgos    | 575             |                                                                                                   |
| Loma de Montija                           | Burgos    | 571             |                                                                                                   |
| Espinosa de los Monteros                  | Burgos    | 566             |                                                                                                   |
| Sta. Olalla                               | Burgos    | 565             |                                                                                                   |
| Para                                      | Burgos    | 562             |                                                                                                   |
| Redondo de la Sonsierra                   | Burgos    | 559             |                                                                                                   |
| Quintanilla del Rebollar                  | Burgos    | 556             |                                                                                                   |
| Quisicedo                                 | Burgos    | 553             |                                                                                                   |
| Villabáscones                             | Burgos    | 552             |                                                                                                   |
| Quintanilla-Sotoscueva                    | Burgos    | 551             |                                                                                                   |
| Vallejo de Sotoscueva                     | Burgos    | 550             |                                                                                                   |
| Entrambosríos                             | Burgos    | 548             |                                                                                                   |
| Rozas                                     | Burgos    | 543             |                                                                                                   |
| S. Martín de Porres                       | Burgos    | 539             |                                                                                                   |
| Pedrosa de Valdeporres                    | Burgos    | 538             |                                                                                                   |
| Santelices                                | Burgos    | 537             |                                                                                                   |
| San Martín de las Ollas                   | Burgos    | 535             |                                                                                                   |
| Argomedo                                  | Burgos    | 532             |                                                                                                   |
| Soncillo                                  | Burgos    | 530             |                                                                                                   |
| Virtus                                    | Burgos    | 527             |                                                                                                   |
| Cilleruelo de Bezana                      | Burgos    | 524             |                                                                                                   |
| Herbosa                                   | Burgos    | 518             |                                                                                                   |
| San Vicente de Villamezán                 | Burgos    | 515             |                                                                                                   |
| Arija                                     | Burgos    | 511             |                                                                                                   |
| Bimón                                     | Cantabria | 508             |                                                                                                   |
| Llano                                     | Cantabria | 507             |                                                                                                   |
| Renedo                                    | Cantabria | 504             |                                                                                                   |
| Villanueva de las Rozas                   | Cantabria | 503             |                                                                                                   |
| Las Rozas de Valdearroyo                  | Cantabria | 502             |                                                                                                   |
| Arroyo                                    | Cantabria | 498             |                                                                                                   |
| Retortillo                                | Cantabria | 491             |                                                                                                   |
| Cervatos                                  | Cantabria | 484             |                                                                                                   |
| Olea                                      | Cantabria | 480             |                                                                                                   |
| Reinosilla                                | Cantabria | 475             |                                                                                                   |
| Casasola                                  | Cantabria | 473             |                                                                                                   |
| La Cuadra                                 | Cantabria | 471             |                                                                                                   |
| Las Quintanillas                          | Cantabria | 470             |                                                                                                   |
| La Quintana                               | Cantabria | 468             |                                                                                                   |
| Nestar                                    | Palencia  | 463             |                                                                                                   |
| Aguilar de Campoo                         | Palencia  | 457             |                                                                                                   |
| Corvio                                    | Palencia  | 453             |                                                                                                   |
| Matamorisca                               | Palencia  | 450             |                                                                                                   |
| San Mamés de Zalima                       | Palencia  | 447             |                                                                                                   |
| Salinas de Pisuerga                       | Palencia  | 443             | (enlace roto disponible en Internet Archive; véase el historial, la primera versión y la última). |
| Barcenilla de Pisuerga                    | Palencia  | 441             |                                                                                                   |
| Quintanaluengos                           | Palencia  | 438             |                                                                                                   |
| Ligüérzana                                | Palencia  | 436             |                                                                                                   |
| Vado                                      | Palencia  | 433             |                                                                                                   |
| Cervera de Pisuerga                       | Palencia  | 432             |                                                                                                   |
| Cantoral de la Peña                       | Palencia  | 425             |                                                                                                   |
| Cubillo de Castrejón                      | Palencia  | 424             |                                                                                                   |
| Castrejón de la Peña                      | Palencia  | 418             |                                                                                                   |
| Pisón de Castrejón                        | Palencia  | 416             |                                                                                                   |
| Tarilonte de la Peña                      | Palencia  | 412             |                                                                                                   |
| Aviñante de la Peña                       | Palencia  | 408             |                                                                                                   |
| Santibáñez de la Peña                     | Palencia  | 405             |                                                                                                   |
| Las Heras de la Peña                      | Palencia  | 404             |                                                                                                   |
| Villanueva de Arriba                      | Palencia  | 401             | (enlace roto disponible en Internet Archive; véase el historial, la primera versión y la última). |
| Muñeca de la Peña                         | Palencia  | 399             |                                                                                                   |
| Guardo                                    | Palencia  | 396             | (enlace roto disponible en Internet Archive; véase el historial, la primera versión y la última). |
| La Espina                                 | León      | 390             |                                                                                                   |
| Puente Almuhey                            | León      | 382             | (enlace roto disponible en Internet Archive; véase el historial, la primera versión y la última). |
| Taranilla                                 | León      | 381             | (enlace roto disponible en Internet Archive; véase el historial, la primera versión y la última). |
| San Martín de Valdetuéjar                 | León      | 379             | (enlace roto disponible en Internet Archive; véase el historial, la primera versión y la última). |
| Renedo de Valdetuéjar                     | León      | 378             | (enlace roto disponible en Internet Archive; véase el historial, la primera versión y la última). |
| El Otero de Valdetuéjar                   | León      | 375             |                                                                                                   |
| La Mata de Monteagudo                     | León      | 373             |                                                                                                   |
| Cistierna                                 | León      | 361             |                                                                                                   |
| (A) San Pedro de Foncollada               | León      | 353             |                                                                                                   |
| (A) La Serna                              | León      | 351             |                                                                                                   |
| (A) La Ercina                             | León      | 350             |                                                                                                   |
| (B) Yugueros                              | León      | 353             |                                                                                                   |
| (B) La Ercina                             | León      | 350             |                                                                                                   |
| Acisa de las Arrimadas                    | León      | 347             | (enlace roto disponible en Internet Archive; véase el historial, la primera versión y la última). |
| Barrillos de las Arrimadas                | León      | 345             |                                                                                                   |
| La Devesa de Boñar                        | León      | 343             |                                                                                                   |
| La Losilla                                | León      | 341             |                                                                                                   |
| Boñar                                     | León      | 338             |                                                                                                   |
| Barrio de las Ollas                       | León      | 336             |                                                                                                   |
| Otero de Curueño                          | León      | 331             |                                                                                                   |
| La Vecilla                                | León      | 330             |                                                                                                   |
| Campohermoso                              | León      | 328             |                                                                                                   |
| Aviados                                   | León      | 328             | Castillo de Aviados                                                                               |
| Robles de la Valcueva                     | León      | 328             |                                                                                                   |
| Robledo de Fenar                          | León      | 319             |                                                                                                   |
| Solana de Fenar                           | León      | 318             |                                                                                                   |
| Candanedo de Fenar                        | León      | 317             |                                                                                                   |
| La Robla                                  | León      | 311             |                                                                                                   |
| Llanos de Alba                            | León      | 310             |                                                                                                   |
| Sorribos de Alba                          | León      | 308             |                                                                                                   |
| Olleros de Alba                           | León      | 306             |                                                                                                   |
| Otero de las Dueñas                       | León      | 299             |                                                                                                   |
| La Magdalena                              | León      | 297             |                                                                                                   |
| Canales-Valdoreo                          | León      | 296             |                                                                                                   |
| Quintanilla                               | León      | 294             |                                                                                                   |
| Bobia                                     | León      | 293             |                                                                                                   |
| Soto y Amio                               | León      | 291             |                                                                                                   |
| Oterico                                   | León      | 288             |                                                                                                   |
| Riello                                    | León      | 286             |                                                                                                   |
| Pandorado                                 | León      | 283             |                                                                                                   |
| La Omañuela                               | León      | 281             |                                                                                                   |
| Guisatecha                                | León      | 279             |                                                                                                   |
| El Castillo                               | León      | 277             |                                                                                                   |
| Vegarienza                                | León      | 276             |                                                                                                   |
| Cirujales                                 | León      | 273             |                                                                                                   |
| Villaverde de Omaña                       | León      | 272             |                                                                                                   |
| Marzán                                    | León      | 271             |                                                                                                   |
| Barrio de la Puente                       | León      | 266             |                                                                                                   |
| Posada de Omaña                           | León      | 264             |                                                                                                   |
| Vegapujín                                 | León      | 263             |                                                                                                   |
| Fasgar                                    | León      | 261             | (enlace roto disponible en Internet Archive; véase el historial, la primera versión y la última). |
| Colinas del Campo de Martín Moro Toledano | León      | 253             | (enlace roto disponible en Internet Archive; véase el historial, la primera versión y la última). |
| Igüeña                                    | León      | 246             |                                                                                                   |
| Boeza                                     | León      | 241             |                                                                                                   |
| Quintana de Fuseros                       | León      | 237             |                                                                                                   |
| Cabanillas de San Justo                   | León      | 234             |                                                                                                   |
| San Justo de Cabanillas                   | León      | 233             |                                                                                                   |
| Labaniego                                 | León      | 227             |                                                                                                   |
| Arlanza                                   | León      | 226             |                                                                                                   |
| Losada                                    | León      | 224             |                                                                                                   |
| Rodanillo                                 | León      | 222             |                                                                                                   |
| Cobrana                                   | León      | 217             |                                                                                                   |
| Congosto                                  | León      | 215             |                                                                                                   |
| San Andrés de Montejos                    | León      | 205             |                                                                                                   |
| Columbrianos                              | León      | 204             |                                                                                                   |
| Fuentes Nuevas                            | León      | 201             |                                                                                                   |
| Camponaraya                               | León      | 199             |                                                                                                   |
| Magaz de Abajo                            | León      | 195             |                                                                                                   |
| Cacabelos                                 | León      | 193             |                                                                                                   |

### Ruta alternativa por Polientes
| Municipio         | Provincia | A Santiago (km) | Web |
| ----------------- | --------- | --------------- | --- |
| Bercedo           | Burgos    | 612             |     |
| Trespaderne       | Burgos    | 576             |     |
| Polientes         | Cantabria | 493             |     |
| Aguilar de Campoo | Palencia  | 457             |     |

### Ruta transversal: Vadiniense
| Municipio               | Provincia | A Santiago (km) | Web |
| ----------------------- | --------- | --------------- | --- |
| Sto. Toribio de Liébana | Cantabria | 483             |     |
| Potes                   | Cantabria | 481             |     |
| Vega de Liébana         | Cantabria | 470             |     |
| Portilla de la Reina    | León      | 446             |     |
| Boca de Huérgano        | León      | 433             |     |
| Riaño                   | León      | 425             |     |
| Crémenes                | León      | 404             |     |
| Cistierna               | León      | 385             |     |
| Modino                  | León      | 380             |     |
| Gradefes                | León      | 361             |     |
| S. Miguel de Escalada   | León      | 347             |     |
| Villafalé               | León      | 335             |     |
| Mansilla de las Mulas   | León      | 331             |     |

### Ruta transversal: Camino del Salvador
| Municipio             | Provincia | A Santiago (km) | Web                                                                                               |
| --------------------- | --------- | --------------- | ------------------------------------------------------------------------------------------------- |
| Oviedo                | Asturias  | 319             |                                                                                                   |
| Mieres                | Asturias  | 338             |                                                                                                   |
| Pola de Lena          | Asturias  | 352             |                                                                                                   |
| Campomanos            | Asturias  | 360             |                                                                                                   |
| Poladura de la Tercia | León      | 394             | Archivado el 15 de septiembre de 2011 en Wayback Machine.                                         |
| Pola de Gordón        | León      | 407             | (enlace roto disponible en Internet Archive; véase el historial, la primera versión y la última). |
| La Robla              | León      | 415             |                                                                                                   |
| Cabanillas            | León      | 329             |                                                                                                   |
| Carvajal de la Legua  | León      | 319             |                                                                                                   |
| León                  | León      | 311             |                                                                                                   |

### Ruta desde Pamplona
| Municipio         | Provincia | A Santiago (km) | Web                                                  |
| ----------------- | --------- | --------------- | ---------------------------------------------------- |
| Pamplona          | Navarra   | 745             |                                                      |
| Alsasua           | Navarra   | 700             | Archivado el 29 de enero de 2021 en Wayback Machine. |
| Salvatierra       | Álava     | 677             |                                                      |
| Vitoria           | Álava     | 649             |                                                      |
| Frías             | Burgos    | 582             |                                                      |
| Oña               | Burgos    | 560             |                                                      |
| Sedano            | Burgos    | 517             |                                                      |
| Aguilar de Campoo | Palencia  | 457             |                                                      |

### Ruta alternativa desde Espinosa del Camino en el Camino Francés
| Municipio                | Provincia | A Santiago (km) | Web |
| ------------------------ | --------- | --------------- | --- |
| Espinosa del Camino      | Burgos    | 677             |     |
| Briviesca                | Burgos    | 654             |     |
| Oña                      | Burgos    | 624             |     |
| Trespaderne              | Burgos    | 612             |     |
| Medina de Pomar          | Burgos    | 590             |     |
| Espinosa de los Monteros | Burgos    | 566             |     |

### Ruta alternativa desde Pancorbo en el Camino de Bayona
| Municipio                | Provincia | A Santiago (km) | Web |
| ------------------------ | --------- | --------------- | --- |
| Pancorbo                 | Burgos    | 656             |     |
| Frías                    | Burgos    | 628             |     |
| Trespaderne              | Burgos    | 612             |     |
| Medina de Pomar          | Burgos    | 590             |     |
| Espinosa de los Monteros | Burgos    | 566             |     |

## Patrimonio de la ruta
La antigüedad de este Camino explica el hecho de que a lo largo de su recorrido por paisajes fantásticos de media montaña, hayan surgido multitud de modestos, pero valiosos, monumentos de todos los estilos. El aprovechamiento de las vías romanas en el trazado del Camino de la Montaña, amplía este patrimonio también con muestras de la Edad Antigua (calzadas, puentes, ruinas…)

### Patrimonio natural y paisajístico
El peregrino que elija esta ruta podrá deleitarse con hermosos paisajes de montaña: bosques con magníficos ejemplares de roble, riberas de ríos cristalinos. Todo un regalo para estos tiempos de tanta contaminación y exceso de cemento:
- Valle de Mena (Burgos)
- Merindades (Burgos)
- Parque Ojo Guareña (Burgos)
- Parque natural Montaña Palentina (Palencia)
- Ribera del Esla: Ruta Vadiniense (León)
- Valles del Porma y Curueño (León)
- Comarca de Cuatro Valles: Torío, Bernesga, Luna, Omaña (León)
- Comarca del Bierzo (León)
- Embalses: Ebro (Burgos-Cantabria), Aguilar (Palencia), Bárcena (León).

### Patrimonio arqueológico
Algunos testimonios prehistóricos se conservan. Entre otros podemos reseñar:
- Menhir-puente (Reinosilla)
- Menhires de Valdeolea: “El Peñuco (Bercedo)”Peñahincada (Reinosilla) “La Matorra” I y II (Casasola), “La Llaneda”, “La Puentecilla” ( La Cuadra),”El Cabezudo” (Las Quintanillas)
- Castro celta de Redoniña (Villafranca del Bierzo)

Importante es el legado romano. La ruta siguió en gran medida el entramado de vías romanas que servían para el desplazamiento de las legiones. Muestras de aquella época son:
- Calzadas romanas:Zalla, Nava de Ordunte, Burceña, Irus, Nestar, Matamorisca, Peñacorada, Villapujín, Losada, Cacabelos.
- Puentes:  Casasola, Reinosilla, Nestar (Puente de la Perdiz),  Fuentes de P., Vegapujín.
- Ruinas: Juliobriga (Cantabria), Castro Ventosa y La Edrada (Cacabelos)
- Villa romana (Camesa)
- Miliario de Nava  (Nava de Ordunte)

### Patrimonio artístico y monumental

#### Arte religioso
De los primeros tiempos del Camino se nos conservan sobrias iglesias románicas, algunas muy humildes, pero siempre bellas, como
- San Pedro (Arceo)
- San Miguel (Bercedo)
- Sta. Eulalia (Santa Olalla)
- Santiago Apóstol (Quisicedo)
- San Vicente Mártir( San Martín de las Ollas)
- S. Valentín (Herbosa)
- Sta. María (Rozas de Valdearroyo)
- Iglesia de Villafría (Retortillo)
- Colegiata de S. Pedro (Cervatos)
- S. Miguel (Olea)
- S. Isidoro (Reinosilla)
- S. Vicente Mártir (Las Quintanillas)
- Santa Cecilia (Aguilar de Campoo)
- Monasterio de Santa María la Real (Aguilar de Campoo)
- Santa Eulalia (Aguilar de Campoo)
- Sta. Juliana (Corvio)
- S. Juan Bautista (Matamorisca)
- Ermita de Nª Sra. de las Angustias (Puente Almuhey)
- Iglesia de San Martín  (S. Martín de Valdetuéjar) Iglesia de San Martín de Valdetuéjar, Valderrueda, León.

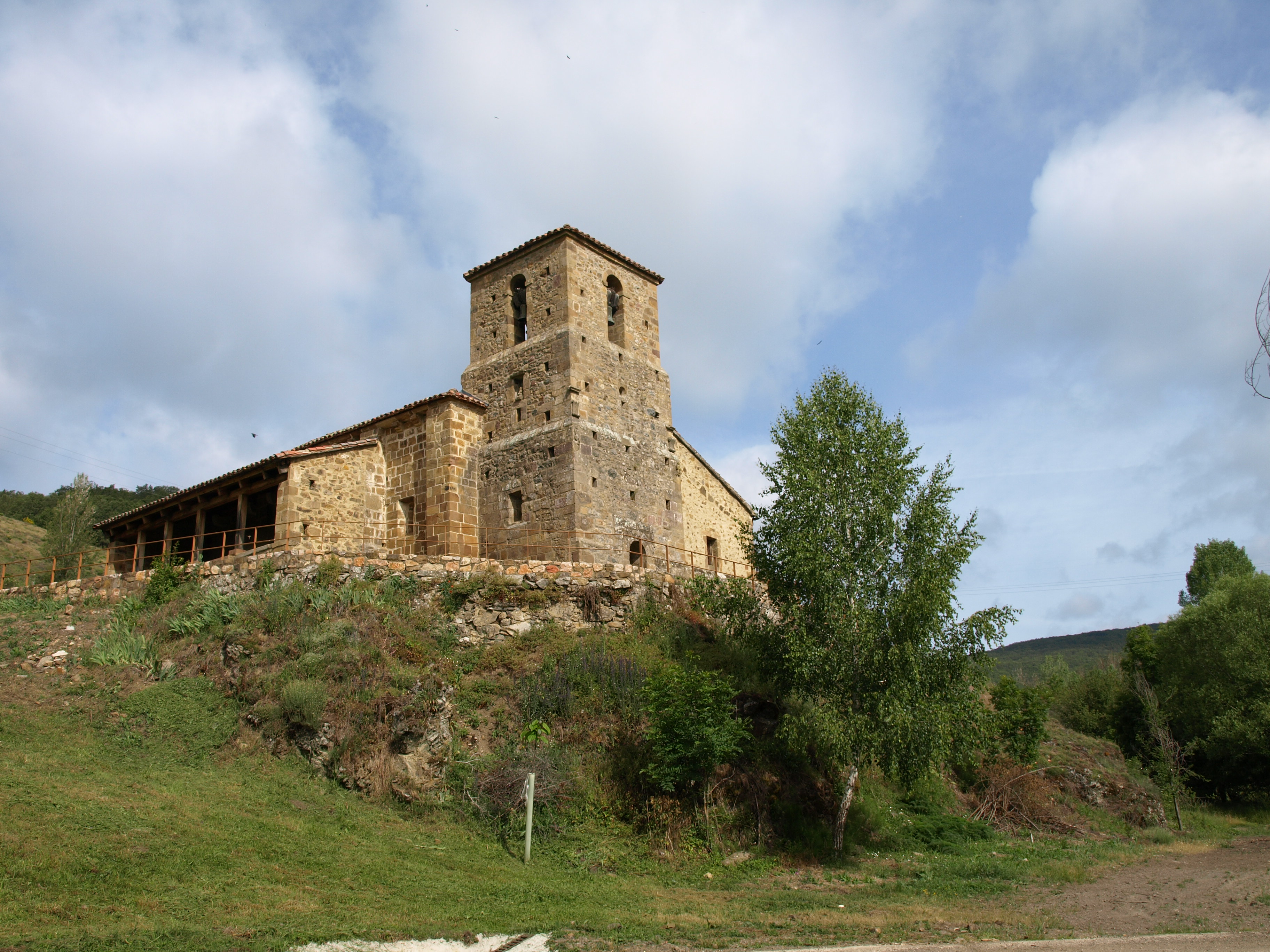
Iglesia de San Martín de Valdetuéjar, Valderrueda, León.

- Santa Marina  (Barrillos de las Arrimadas)
- Santiago (puerta del perdón) (Villafranca del Bierzo)
- San Francisco: con elementos góticos y artesonado mudéjar (Villafranca del Bierzo)

Es significativa la existencia de eremitorios:
- Eremitorio de Virtus
- S.Tirso y S. Bernabé (Corvio: Merindad de Sotoscueva)
- Necrópolis de Corvio
- Ermita cueva de S. Vicente ( Cervera de Pisuerga)
- San Guillermo de Peñacorada ( Cistierna)

La época gótica también nos ha dejado su impronta en el Camino de la Montaña:
- Santa María (Güenes)
- San Severino (Valmaseda)
- San Juan (Valmaseda)
- San Millán (Irus)
- Retablo de San Nicolás  (Espinosa de los Monteros)
- Sta. María la Real (Olea)
- Colegiata de S. Miguel (Aguilar de Campoo)
- S. Pelayo (Salinas)
- Iglesia de Quintanaluengos)
- S. Andrés (Liguerzana)
- Sta. María del Castillo (Cervera de Pisuerga)
- Iglesia de la Asunción (Pisón de Castrejón)

La corriente renacentista también ha dejado algunas manifestaciones dignas de mención:
- Sta. María (Güeñes): transición gótico-renacimiento
- S.Juan Bautista (Valmaseda)
- Sta. Cecilia (Espinosa de los Monteros)
- Torre de la Colegiata de S. Miguel (Aguilar de Campoo)
- Santa Juliana (Llano)
- Retablo de Sta. María del Castillo (Cervera de Pisuerga)
- Santa Águeda (Castrejón)
- Santuario de la Virgen de la Velilla (La Mata de Monteagudo)
- Retablo plateresco de la iglesia parroquial (Yugueros)
- Retablo herreriano de la ermita de Celada (La Robla)
- Coro de S. Francisco (Villafranca del Bierzo)
- Colegiata de Santa María (Villafranca del Bierzo)

El barroco siguió enriqueciendo el patrimonio artístico de esta ruta con obras como:
- Iglesia de S. Vicente (Güeñes)
- Torre de la Iglesia de S. Juan y S. Severino (Valmaseda)
- Ermita de la Cruz (Cervera de Pisuerga)
- Retablo de Sta. Marina (Barrillos de A.)
- Retablo de la iglesia parroquial (La Vecilla)
- N.ª S.ª de las Angustias (Cacabelos)
- San Nicolás el Real (Villafranca del Bierzo)

#### Construcciones defensivas y estratégicas
Castillos, torreones y murallas contribuyeron a la defensa de unas tierras en muchos casos fronterizas con los dominios árabes. Algunas de estas construcciones se encuentran en ruinas, otras han sido restauradas con diferentes utilidades. Si sigues este Camino podrás ver:
- Torreones:
  - Torre de Renovales (Güenes)
  - Torre de Terreros (Zalla)
  - Torre medieval ( S. Martín de Hoyos)
  - de los Velascos ( Espinosa de los Monteros, Quisicedo, S. Martín de Porres),
  - Castillo de Benal (El Castillo).
- Castillos:  Aguilar de Campoo, Virtus, La Robla (los Alba),
- Muralla con seis puertas (Aguilar de Campoo)

Siempre fueron un grave problema para los peregrinos los múltiples ríos, torrenciales en algunas épocas del año, que cruzan de norte a sur estas tierras montañesas La existencia de puentes seguros para poderlos cruzar, marcó en muchos casos el trazado de la ruta. Ejemplos relevantes son los de:
- Güenes
- Valmaseda: Puente de la Muza
- Aguilar de Campoo: Puente Mayor y Portazgo
- Salinas
- Cervera de Pisuerga: dos puentes
- Puente Almuhey: Puente Medieval
- Cistierna: Puente del Mercadillo
- Boñar: Puente Viejo
- Villafranca del Bierzo

#### Arquitectura civil
Los señoríos radicados en las capitales comarcales manifestaban su prestigio con edificaciones de cierta ostentación como son palacios y casonas blasonadas. Como ejemplos sirvan:
- Palacio Cuadra Salcedo (Güeñes)
- Villa Urrutia:Ayuntamiento (Güeñes)
- Mezquita Vasca: Ayuntamiento (Valmaseda)
- Palacio de Urrutia, Palacio de Horcasitas (Valmaseda)
- Palacio de los Fernández-Villa, Palacio de Chiloeches, Palacio de los Cuevas de Velasco (Espinosa de los Monteros)
- Torre de los azulejos, Torre de Cantinflores, Torre de los Herradores, Torre de Pumarejo (Espinosa de los Moteros)
- Palacio de los marqueses de Aguilar y de Villalobos (Aguilar de Campoo)
- Palacio de los Gil (Cervera de Pisuerga)
- La Casona – Ayuntamiento-(Guardo)
- Casa de los Álvarez de Acebedo (Otero de Curueño)
- Palacio de los Condes de Luna –Ayuntamiento- (La Vecilla),
- Castillo de los Marqueses, Palacio de Torquemada y de los Toledo (Villafranca del Bierzo)

### Patrimonio cultural y popular
La riqueza cultural de las gentes montañesas se expresa en multitud de manifestaciones sociales, festivas, artísticas y lúdicas. Si por aquí camináis tened en cuenta este programa:
- Valmaseda:
  - Carnavales
  - Procesión viviente del Viernes Santo
  - Mercado Medieval
  - Concurso de “putxeras” (23 de octubre: S. Severino).
- Valle de MENA: -Jornadas gastronómicas (VII edición)
- Espinosa de los Monteros:
  - Carnaval
  - “La Machorra”: Romería a la Virgen de las Nieves (5 de agosto)
  - Desfile de carrozas (8 septiembre)
  - Carnaval
  - Día de los Monteros (celebración alternativa con Madrid)
- Aguilar de Campoo:
  - Mercado Medieval (XVI edición): en torno a las fiestas de S. Juan y S. *edro
  - Carnaval
  - Festival de la Galleta
  - Semana de cortometrajes (XXII edición)
  - Encuentro Internacional de Artistas Callejeros (AR.CA: 16.ª edición)
- Santuario de la Virgen de la Velilla (La Mata de Monteagudo):
  - Romería de la fiesta (domingo de Pentecostés):exhibición de pendones
  - Romería del veraneante (segundo domingo de agosto): procesión del rosario, castro de bolos, bailes tradicionales…
  - Romería de S. Froilán (5 de octubre): Concurso de bolos y escabechada.
- Barrillos de las Arrimadas: Romería de la Virgen de los Remedios (22 de agosto): Misa campestre, procesión, manifestaciones culturales…
- Boñar
  - Feria de la cerámica  (XV edición): fin de semana en la primera quincena de agosto.
  - Feria del Pilar (12 de octubre): productos tradicionales, gastronomía local…
- La Robla: romería de la Virgen de Celada:1.er Domingo de agosto.
- Pandorado: romería de la Virgen: martes de Pentecostés. Romería de los pendones: 15 de agosto
- Vegapujín: romería de la Virgen de la Casa o de Peñafurada (15 de agosto)
- Fasgar: romería al Campo Santiago: 25 de julio.
- Congosto: Romería de la Virgen de la Peña, Patrona del Bierzo (finales de mayo).
- Cacabelos:
  - Belén Viviente (Navidad)
  - Carnaval:desfile de carrozas, entierro de la sardina
  - Feria del vino (abril-mayo)
  - “Magosto”:fiesta del fuego y la castaña (entre Todos los Santos y San Martín)
- Villafranca del Bierzo:
  - Carnavales
  - Festa do Maio (1 de mayo)
  - Fiesta de la Poesía (último domingo de primavera)
  - Feria de la Cerámica, Música, Ganado (25 de julio)
  - Fiesta del Turista (primera quincena de agosto)
- Al recorrer el Camino de la Montaña os encontraréis con algunas perlas gastronómicas. No dejéis de degustarlas.
  - Valmaseda: Puchera ferroviaria (concurso el 23 de octubre).
  - Espinosa de los Monteros: Trucha a la espinosiega, miel de brezo, queso pasiego, quesada, mantequilla, leche (entera “mozaizu” y desnatada  “moocizu”)sobaos, morcilla de Burgos.
  - Aguilar de Campoo: Galletas
  - Cistierna: Hojaldres (lazos de S. Guillermo, palitos, teclas).
  - Boñar: Hojaldres de Boñar (“Nicanores”). Cocido. Sopas de ajo.Tarta de trucha. Embutidos frescos o curados al humo, cecina de vaca.
  - Cacabelos: Empanada de batallón, botillo, caldo berciano, asado de cabrito, castañas en almíbar.
  - Villafranca del Bierzo:Manzana reineta del Bierzo (denominación de origen), pimiento asado del Bierzo (I.G.P.), pera Conferencia del Bierzo (Marca de calidad)
- Muchas de las muestras y manifestaciones del patrimonio popular y cultural acumulado a lo largo de los siglos hoy día se conservan en los museos que jalonan este Camino:
  - Museo de la lana ( Herrera)
  - Museo de la Villa y de la Encartada (Valmaseda)
  - Museo de Monteros del Rey (Espinosa de los Monteros)
  - Museo Etnográfico Cuatro Ríos Pasiegos (Espinosa de los Monteros)
  - Museo del Románico (Aguilar de Campoo).
  - Museo de Ursi:escultura de Ursicino Martínez (Aguilar de Campoo)
  - Museo de arquitectura y etnografía popular: Casa Cantarranas (Cervera de Pisuerga)
  - Museo de Antropología:Fundación Piedad Isla (Cervera de Pisuerga)
  - Casa del Parque (Cervera de Pisuerga)
  - Museo del ferroviario (Cistierna)
  - Museo del gallo (La Vecilla)
  - Museo del vino (Cacabelos)
  - Museo arqueológico (Cacabelos)
  - Museo de Ciencias Naturales: S. Nicolás el Real (Villafranca del Bierzo)
- El peregrinaje por esta ruta nos permitirá conocer algunas peculiaridades de la gente montañesa. Como muestra estos botones:
  - Fábrica de boinas La Encartada (Valmaseda)
  - Comida del Panzo:celebración de la matanza (Espinosa de los Monteros)
  - Lobera del Alto del caballo (Espinosa de los Monteros)
  - Bolos de bola cacha (Montaña leonesa: Boñar, La Magdalena, Soto y Amio…)
  - Aluches  (lucha leonesa): Cistierna, Boñar  (Corro de la “Huerta del Moro: fiestas de S. Roque y el Pilar), La Vecilla…
  - Exhibición de pendones en fiestas y romerías en León:Virgen de la Velilla (La Mata de Monteagudo), Virgen de la Casa o de Peñafurada (Vegapujín), Virgen de Pandorado, Virgen de la Peña (Congosto).
  - Crianza de  “Gallos de Curueño” para plumas de pesca (Vega del Curueño)
  - Ruta de las zancas (Comarca de Cuatro Valles:Riello)

## Documentación y bibliografía
- Vexu Kamin. J. González Prieto. 2004
- El Viejo Camino de Santiago. J. Fernández Arenas.2006
- Las Primeras Rutas Jacobeas. V.J. González García. 1964
- El Primitivo camino de peregrinación por las montañas leonesas.J.M. García Luengo (Cuadernos de Estudios Gallegos).1958
- Los Elementos Simbólicos de la Peregrinación Jacobea. J. Fernández Arenas. 1999
- Los Cuarenta Libros del Compendio Historial. E. de Garibay.1628.
- Noticias Históricas de las tres Provincias Vascongadas.. J.A. Llorente. 1805
- Historia crítica de Vizcaya y sus Fueros. G. Balparda. 1924
- Averiguaciones de las Antigüedades de Cantabria. Padre Henao. 1894
- Comunicaciones de la Época Romana en Burgos.  J. A. Abasolo Álvarez. 1975
- Juliobriga J.M. Iglesias Gil. 1985
- Cartulario de Valpuesta. 864
- Cartulario de San Millán de la Cogolla. 838
- Enciclopedia del Románico en Castilla Y León.(Fundación Sta. Mª  La Real). 2002
- Poblamiento antiguo y medieval en la montaña central leonesa.  J.A. Gutiérrez González.1985
- Los señoríos en la Montaña Oriental de León.R. Gutiérrez Álvarez y S. Sanz García.2008
- LOS EREMITORIOS RUPESTRES en los primeros siglos de la peregrinación jacobea. J. Fernández Arenas.2010
- Noticia Inédita del Noble y Real Valle de MENA.. J. de San Pelayo. 1892.
- El Valle de MENA y sus Pueblos.  A. Nuño. 1925
- La tierra y los Valles de MENA. Bustamente Bricio.1971
- Historia de las Merindades de Castilla. J. García Sainz de Baranda. 1950
- Aguilar de Campoó.Palencia.  G. Alcalde Crespo20004
- Guardo, sus gentes y su historia. J.G. Reyero
- León sin prisa (I)E. Rodríguez 2010
- Cistierna y su comarca. J. De Prado Reyero.
- Guía Turística e Histórica de la Mancomunidad de Municipios del Alto Esla-Cea.Varios.2006
- La Ruta Vadiniense Picos de Europa. J. Fernández Arenas.2004
- La lucha, los aluches y los juegos `populares y aristocráticos en la literatura española. J.A. Robles Tascón.2003
- El juego de los bolos en tierras leonesas. O. Rodríguez Cascos.1978
- El monasterio de Gradefes. A. Calvo.1945
- Historia de la montaña de Boñar. P. Alba. 1864
- Boñar, final de un histórico letargo. J.C. García Caballero.1996
- Guía del patrimonio natural de las comarcas de Cuatro Valles. 2001
- Cancionero de los peregrinos de Santiago. P. Echevarría Bravo. 1971.